# Окракок (Північна Кароліна)
Окракок (англ. Ocracoke) — переписна місцевість (CDP) в США, в окрузі Гайд штату Північна Кароліна. Населення — 797 осіб (2020).

## Географія
Окракок розташований за координатами 35°4′24″ пн. ш. 75°59′55″ зх. д. / 35.07333° пн. ш. 75.99861° зх. д. (35.073231, -75.998527).  За даними Бюро перепису населення США в 2010 році переписна місцевість мала площу 24,91 км², з яких 22,28 км² — суходіл та 2,64 км² — водойми.

### Клімат
| Клімат : Окракок        | Клімат : Окракок | Клімат : Окракок | Клімат : Окракок | Клімат : Окракок | Клімат : Окракок | Клімат : Окракок | Клімат : Окракок | Клімат : Окракок | Клімат : Окракок | Клімат : Окракок | Клімат : Окракок | Клімат : Окракок | Клімат : Окракок |
| Показник                | Січ.             | Лют.             | Бер.             | Квіт.            | Трав.            | Черв.            | Лип.             | Серп.            | Вер.             | Жовт.            | Лист.            | Груд.            | Рік              |
| Абсолютний максимум, °C | 23,3             | 26,7             | 26,7             | 29,4             | 34,4             | 35,6             | 36,7             | 37,2             | 35,6             | 30,6             | 28,3             | 25,0             | 37,2             |
| Середній максимум, °C   | 9,8              | 11,6             | 14,7             | 19,5             | 23,2             | 27,4             | 29,8             | 29,2             | 26,7             | 21,7             | 16,8             | 12,5             | 20,2             |
| Середня температура, °C | 6,6              | 7,8              | 11,1             | 15,7             | 19,8             | 24,1             | 26,5             | 25,8             | 23,6             | 18,4             | 13,4             | 8,9              | 16,8             |
| Середній мінімум, °C    | 3,3              | 4,0              | 7,5              | 11,9             | 16,3             | 20,9             | 23,2             | 22,4             | 20,4             | 15,2             | 9,9              | 5,4              | 13,4             |
| Абсолютний мінімум, °C  | −10              | −10,6            | −6,1             | −2,2             | 2,8              | 8,9              | 15,6             | 13,9             | 10,0             | 2,2              | −3,9             | −8,3             | −10,6            |
| Норма опадів, мм        | 103              | 96               | 124              | 101              | 105              | 103              | 131              | 198              | 175              | 126              | 118              | 99               | 1478             |
| Днів з опадами          | 8,8              | 8,5              | 8,4              | 7,7              | 7,3              | 8,2              | 10,6             | 10,1             | 10,3             | 7,3              | 7,5              | 9,7              | 104,4            |
| Вологість повітря, %    | 70.9             | 70.0             | 67.9             | 68.3             | 71.4             | 74.8             | 77.2             | 76.1             | 73.9             | 71.0             | 72.5             | 71.1             | 72.1             |
| ----------------------- | ---------------- | ---------------- | ---------------- | ---------------- | ---------------- | ---------------- | ---------------- | ---------------- | ---------------- | ---------------- | ---------------- | ---------------- | ---------------- |
| Джерело: NOAA           |                  |                  |                  |                  |                  |                  |                  |                  |                  |                  |                  |                  |                  |

## Демографія
Згідно з переписом 2010 року, у переписній місцевості мешкало 948 осіб у 420 домогосподарствах у складі 239 родин. Густота населення становила 38 осіб/км².  Було 983 помешкання (39/км²).
Расовий склад населення:
| - 95,6 % — білих - 1,6 % — чорних або афроамериканців - 0,4 % — корінних американців - 0,2 % — азіатів - 1,6 % — осіб інших рас |

До двох чи більше рас належало 0,6 %. Частка іспаномовних становила 19,1 % від усіх жителів.
За віковим діапазоном населення розподілялося таким чином: 20,8 % — особи молодші 18 років, 66,4 % — особи у віці 18—64 років, 12,8 % — особи у віці 65 років та старші. Медіана віку мешканця становила 38,2 року. На 100 осіб жіночої статі у переписній місцевості припадало 98,3 чоловіків;  на 100 жінок у віці від 18 років та старших — 87,8 чоловіків також старших 18 років.
Середній дохід на одне домашнє господарство  становив 58 504 долари США (медіана — 60 994), а середній дохід на одну сім'ю — 61 621 долар (медіана — 64 063). За межею бідності перебувало 6,7 % осіб, у тому числі 0,0 % дітей у віці до 18 років та 0,0 % осіб у віці 65 років та старших.
Цивільне працевлаштоване населення становило 294 особи. Основні галузі зайнятості: роздрібна торгівля — 32,0 %, освіта, охорона здоров'я та соціальна допомога — 30,6 %, мистецтво, розваги та відпочинок — 23,8 %.